# Cristina Pereira
Maria Cristina Teixeira Pereira, mais conhecida como Cristina Pereira (São Paulo, 9 de agosto de 1950), é uma atriz, humorista, apresentadora e diretora brasileira. Foi integrante do extinto programa TV Pirata, grande sucesso da comédia, gênero de boa parte de seu trabalho. É filiada ao Movimento Humanos Direitos.

## Biografia
Cristina Pereira nasceu na cidade de São Paulo, no dia 9 de agosto de 1950. Estudou Artes Cênicas na Escola de Arte Dramática da Universidade de São Paulo (EAD/USP), onde se formou, em 1970. Cursou, também, Letras na mesma universidade até o último ano em 1972. Em 1992, juntamente com Paulo Betti, Antônio Grassi, Eliane Giardini, entre outros sócios, funda a Casa da Gávea, centro cultural com aulas de teatro.

## Carreira
Seu primeiro trabalho foi no espetáculo Chico-Rei, de Walmir Ayala, com direção de Roberto Lage. Em seguida participou de vários outros espetáculos, entre os quais estão: Missa Leiga, O Cais do Sodré, Equus, Jogos na Hora da Sesta, A Aurora da Minha Vida, O Amigo da Onça, Tantã, Dona Rosita, a solteira e Closet Show e Sábado, Domingo e Segunda, pelo qual ganhou o Prêmio Mambembe de Melhor Atriz Coadjuvante de 1986.
Em agosto de 1979, a atriz fez sua estreia nas telenovelas. Seu primeiro trabalho foi em Dinheiro Vivo na Rede Tupi de Televisão. Na telenovela deu a vida à personagem Garapa, e ficou no ar até 26 de janeiro de 1980. Em 1982, quando interpretava A Aurora da Minha Vida, foi convidada para atuar em Elas por Elas. Foi quando Cristina transferiu-se para o Rio de Janeiro. Desde então, Cristina fez diversas participações em telenovelas, minisséries e programas, em grande maioria interpretando personagens cômicos de enorme sucesso.
Após dois anos fora do ar, em 1982, a atriz foi convidada pelo grande autor Cassiano Gabus Mendes para participar de Elas por Elas, novela do horário das sete horas da Rede Globo onde viveu a cômica Ieda Furtado, filha de Márcia (Eva Wilma) e Átila (Mauro Mendonça). No ano seguinte, participa da primeira versão de Guerra dos Sexos, de Sílvio de Abreu na Rede Globo.
Já em Vereda Tropical, de Carlos Lombardi, interpreta a geniosa Gabi, filha adotiva de Oliva (Walmor Chagas). Em 3 de outubro de 1986 fez uma participação especial no último capítulo da novela Cambalacho de Silvio de Abreu, interpretando Daniela, a verdadeira filha da protagonista Naná (Fernanda Montenegro). Em 1987 transferiu se para a Rede Manchete participando da telenovela Corpo Santo, dando vida à Isaura. Após um mês do término da novela, Cristina volta à Rede Globo, em novembro de 1987. É convidada por Silvio de Abreu para participar da novela Sassaricando onde vive a mimada Fedora Abdalla Varela, a Fefê.
Em 1988, ao lado de Cláudia Raia, Louise Cardoso, Diogo Vilela, Débora Bloch, Guilherme Karan, Ney Latorraca, Luiz Fernando Guimarães, Marco Nanini e Regina Casé, estreia o programa humorístico TV Pirata, onde interpretavam diversos personagens em vários quadros. O programa ficou no ar até 1992, porém, Cristina deixou o elenco em 1991.
Em 1991 fez uma participação especial em Vamp. Ficou dez anos afastada das telenovelas da Rede Globo e, em 2001, a atriz volta à atuar em As Filhas da Mãe de Silvio de Abreu.
Durante 2004 e 2006, fica em cartaz com a peça Abalou Bangu, ao lado de André Valli. Em 2008, atua em Alzira Power de Antônio Bivar, e, em 2009, volta à cena em A Tartaruga de Darwin, comemorando 40 anos de carreira. Além de atriz, Cristina também dirigiu e produziu diversos espetáculos para teatro, como Morte e Vida Severina, História de Cronópios e de Famas, Amigas, Querida Mamãe e, em 2002, Entre o Céu e o Inferno, com texto de sua autoria e Teresa Montero, baseado na obra de Gil Vicente.
No cinema, estreou no filme O Rei da Noite, de Hector Babenco, e dois anos depois interpretou uma adolescente no filme Mar de Rosas, de Ana Carolina. Protagonizou ainda a estreia do cartunista Henfil na direção de cinema, em Tanga, Deu no New York Times, pelo qual recebeu o Prêmio Sol de Ouro no Rio Cine Festival. Outros filmes em que trabalhou foram: Romance da Empregada, Trair e Coçar é só Começar, Mais uma Vez Amor, Xuxa Abracadabra, Poeta de Sete Faces" e outros.
Em 2006 assina com a Rede Record para atuar na novela Vidas Opostas. Na emissora permaneceu até 2014, neste período a atriz acumulou alguns trabalhos na emissora, como: a série A Lei e o Crime (2009), uma participação especial em Ribeirão do Tempo (2011), a empregada doméstica Josefina Barros em Balacobaco (2012) e por último a minissérie bíblica Milagres de Jesus (2014).
Em 2016, a convite do autor Daniel Ortiz, Cristina volta às novelas na Rede Globo em Haja Coração, um reboot de Sassaricando, como a megera cômica Safira Abdalla. No final do ano, renova com a TV Globo e entra para o elenco da novela das sete Pega Pega, de 2017, como a cômica Prazeres.
Após, retornou a uma novela do horário das 19h na TV Globo em 2020, em Salve-se Quem Puder.

## Vida pessoal
Em 1977 se casou com o ator e diretor Rafael Ponzi, de quem veio à se separar em 1994. Do relacionamento nasceram seus filhos Letícia, nascida em 1979, e Lourenço, nascido em 1990.

## Filmografia

### Televisão
| Ano     | Título                    | Personagem                                    | Nota                                      |
| ------- | ------------------------- | --------------------------------------------- | ----------------------------------------- |
| 1979    | Dinheiro Vivo             | Gláucia dos Santos (Garapa)                   |                                           |
| 1982    | Elas por Elas             | Yeda Furtado Lopes Pereira                    |                                           |
| 1983    | Guerra dos Sexos          | Afrodite Aparecida da Silva (Frô)             |                                           |
| 1984    | Vereda Tropical           | Gabriela de Oliva Salgado (Gaby)              |                                           |
| 1986    | Cambalacho                | Daniela Furtado Machado                       | Episódio: "3 de outubro"                  |
| 1987    | Corpo Santo               | Isaura Souza                                  |                                           |
| 1987    | Sassaricando              | Fedora Abdalla Varela Raposo (Fefê)           |                                           |
| 1988–91 | TV Pirata                 | Vários personagens                            |                                           |
| 1991    | Vamp                      | Luiza Camargo                                 | Participação                              |
| 1994–95 | Confissões de Adolescente | Diretora Marluce                              |                                           |
| 1996    | O Campeão                 | Olímpia Costa Freire                          |                                           |
| 1996    | Brava Gente               | Milena                                        |                                           |
| 2001    | As Filhas da Mãe          | Divina                                        |                                           |
| 2003    | A Grande Família          | Odete Souza                                   | Episódio: "O Tio Mala"                    |
| 2003    | Sítio do Picapau Amarelo  | Alista                                        | Episódio: "O Extraterrestre"              |
| 2004    | Começar de Novo           | Lavínia Teodora                               | Episódios: "28 de dezembro–10 de janeiro" |
| 2005    | A Lua Me Disse            | Cigana Roseta                                 | Episódios: "27 de junho"                  |
| 2006    | Floribella                | Diretora do internato                         | Episódios: "23–27 de janeiro"             |
| 2007    | Vidas Opostas             | Margarida Ramos                               |                                           |
| 2009    | A Lei e o Crime           | Jussara Matos                                 |                                           |
| 2011    | Ribeirão do Tempo         | Matilde Muniz Rodrigues                       | Participação especial                     |
| 2012    | Balacobaco                | Josefina Barros / Marcelona Garanhona         |                                           |
| 2013    | As Canalhas               | Madre Carla                                   | Episódio: "Irmã Angélica"                 |
| 2013    | Noite de Arrepiar         | Madame Vivi                                   | Especial de fim de ano                    |
| 2014    | Milagres de Jesus         | Darda                                         | Episódio: "O Homem Hidrópico"             |
| 2016    | Haja Coração              | Safira Abdalla                                | Episódios: "8 de setembro–8 de novembro"  |
| 2017    | Pega Pega                 | Maria dos Prazeres Mendes da Silva (Prazeres) |                                           |
| 2017    | A Cara do Pai             | Diretora Lúcia                                | Episódio: "Show de Talentos"              |
| 2018    | Tá no Ar: a TV na TV      | Militante                                     | Episódio: "17 de abril"                   |
| 2019    | Férias em Família         | Iraci                                         |                                           |
| 2020    | Salve-se Quem Puder       | Lúcia Machado de Alencar                      |                                           |
| 2022    | Eleita                    | Márcia Sorrizinho                             | Episódio: "Auxílio-moradia"               |
| 2024    | Família É Tudo            | Marieta Calando                               |                                           |

### Cinema
| Ano  | Título                                    | Personagem                        | Nota         |
| ---- | ----------------------------------------- | --------------------------------- | ------------ |
| 1975 | O Rei da Noite                            | Maria das Dores Gonçalves Almeida |              |
| 1978 | Mar de rosas                              | Betinha                           |              |
| 1977 | Elas São do Baralho                       | Ana Maria                         |              |
| 1981 | P.S.: Post Scriptum                       | Elícia                            |              |
| 1982 | Das Tripas Coração                        | Amindra                           |              |
| 1986 | Brás Cubas                                | Adriana                           |              |
| 1987 | Sonho de Valsa                            | Célia                             |              |
| 1987 | Tanga (Deu no New York Times?)            | Guerrilheira                      |              |
| 1987 | Romance da Empregada                      | Coizinha                          |              |
| 1989 | Luísa e os Outros                         | Cidinha                           |              |
| 2000 | Amélia                                    | Anete                             |              |
| 2002 | Xuxa e os Duendes 2: No Caminho das Fadas | Bruxa Bertilda                    |              |
| 2002 | Poeta de Sete Faces                       | Narradora                         | Documentário |
| 2003 | Xuxa Abracadabra                          | Mãe da Chapeuzinho Vermelho       |              |
| 2003 | Por Um Fio                                | Matilde                           |              |
| 2005 | Mais Uma Vez Amor'                        | Berta                             |              |
| 2006 | Trair e Coçar É Só Começar                | Orávia                            |              |
| 2008 | O Sal da Terra                            | Laura                             |              |
| 2010 | De Pernas pro Ar                          | Rosa                              |              |
| 2012 | De Pernas pro Ar 2                        | Rosa                              |              |
| 2013 | Giovanni Improtta                         | Guiomar                           |              |
| 2016 | Tô Ryca                                   | Nedéia Pontes                     |              |
| 2017 | Fala Sério, Mãe!                          | Dona Fátima                       |              |
| 2019 | A Vida Invisível                          | Cecília                           |              |
| 2019 | De Pernas pro Ar 3                        | Rosa                              |              |
| 2020 | De Perto Ela Não É Normal                 | Dora                              |              |
| 2021 | Depois a Louca Sou Eu                     | Nona                              | [ 8 ]        |
| 2022 | Na Rédea Curta                            | Madame DeLacroix                  |              |
| 2023 | União Instável                            | Adélia                            |              |
| 2024 | O Clube das Mulheres de Negócios          | Cesárea Barros                    |              |
| 2024 | A Herança                                 | Tia Berta                         | [ 9 ]        |

## Prêmios e indicações
| Ano  | Associações                         | Categoria                                         | Nomeações                        | Resultado |  |
| ---- | ----------------------------------- | ------------------------------------------------- | -------------------------------- | --------- |  |
| 1986 | Prêmio Mambembe de Teatro           | Melhor Atriz Coadjuvante                          | Sábado, Domingo e Segunda        | Venceu    |  |
| 1987 | Festival de Cinema do Rio           | Prêmio Sol de Ouro                                | Tanga (Deu no New York Times?)   | Venceu    |  |
| 2010 | Prêmio Shell de Teatro              | Melhor Atriz                                      | A Tartaruga de Darwin            | Indicado  |  |
| 2016 | Prêmio Quem de Televisão            | Melhor Atriz Coadjuvante                          | Haja Coração                     | Indicado  |  |
| 2021 | CinEuphoria Awards                  | Melhor Elenco (competição internacional)          | A Vida Invisível                 | Indicado  |  |
| 2024 | Festival de Cinema de Gramado       | Melhor Elenco Principal (prêmio especial do júri) | O Clube das Mulheres de Negócios | Venceu    |  |
| 2024 | Los Angeles Brazilian Film Festival | Melhor Atriz                                      | O Clube das Mulheres de Negócios | Indicada  |  |